# Synnerby kyrka

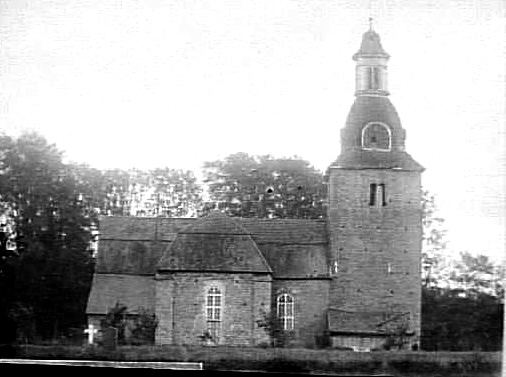
Synnerby gamla kyrka

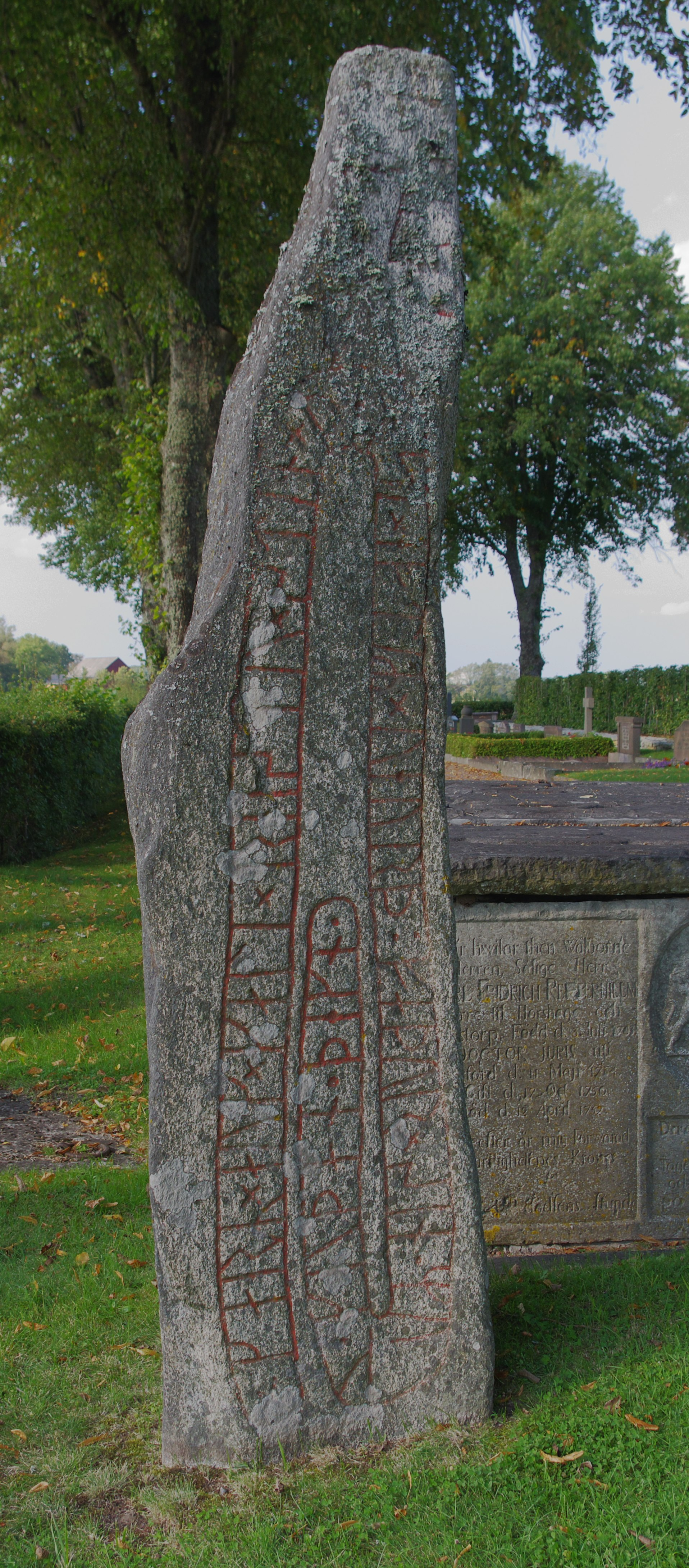
Utanför kyrkan står runstenen Veurðs sten. Stenen har varit inmurad i den medeltida kyrkan.

Synnerby kyrka är en kyrkobyggnad som sedan 2006 tillhör Ardala församling (tidigare Synnerby församling) i Skara stift. Den ligger i västra delen av Skara kommun.
På samma plats fanns tidigare en medeltida kyrka som revs när den nya byggdes. 

## Synnerby gamla kyrka
Synnerby gamla kyrka uppfördes i sten på medeltiden. Dess ursprungliga planform var ett rektangulärt långhus med ett smalare rakslutet kor. I väster var ett välbyggt och starkt torn. Tornets murar har ej varit i förband med långhuset. Även saknade långhuset eget gavelröste. Detta tyder på att tornet uppförts före den övriga kyrkobyggnaden och förmodligen intill en föregående träkyrka. Dopfunten i sten tillhör den så kallade Götenegruppen och är den äldsta generationen i landskapet och dateras till 1100-talets första hälft .    
År 1754 byggdes kyrkan om till korskyrka. År 1770 träffades kyrkan av ett blixtnedslag, varvid kyrkans och kyrktornets tak brann upp. Kyrktornet renoverades 1772 och resterande kyrka 1775. I vapenhusets östra vapenhusvägg fanns en thegnsten inmurad i väggen. I tornet fans tre kyrkklockor och ett slagur. År 1905 revs kyrkan i samband med bygget av den nya.

## Kyrkobyggnaden
Bygget av den nya kyrkan startade 1905 med att den medeltida kyrka revs och stenen och inredningen från den gamla kyrkan tillvaratogs. Den nya kyrkan uppfördes sedan i gotisk stil efter ritningar av arkitekt Hjalmar Tessing. Föremål som tillvaratogs från den gamla kyrkan var bland annat liljestenar, en runsten, dopfunt, altartavla, med mera. Kyrkans kor försågs med ett värmesystem. Kyrkorummets tak målades gult och brunt, medan väggarna målades blågrå upptill och gulgrå nedtill. 
År 1938 renoverades kyrkan under ledning av Adolf Niklasson. Tre korfönster igensattes på insidan, sakristian renoverades och fick ny skåpsinredning. Kyrkan blev ommålad invändigt, med ljusa färger. I koret fick kyrkan ny altaruppsättning och troligen byttes altarringen. År 1956 fick kyrkan nytt värmesystem. Vid en renovering 1970–1972, efter ritning av Lars Rune Bengtsson, byggdes en läktarunderbyggnad. Sakristian fick nya skåp, värmeanläggningen byggdes ut och äldre läktartrappor i vapenhuset revs. Interiören målades i en ny färgsättning och taket isolerades. Det gamla skiffertaket i dalslandsskiffer lades 1989 om med grythytteskiffer. En tumba på kyrkogården konserverades 1992 av Stenkonserverings konsult AB i Stockholm. År 1995 hittades i en grav en mindre liljesten, som placerades i kyrkan.

## Inventarier
- En senmedeltida träskulptur av Sankt Erik.
- Dopfunt i trä från 1700-talet.
- Altartavla från 1700-talet.
- Timglashållare från 1700-talet.
- Altaruppsats, predikstol, nummertavlor, läktare och bänkinredning är samtida med den nya kyrkan.
- Flera liljestenar från den gamla kyrkan förvaras i kyrkan.
- Lillklockan är av en senmedeltida typ och har en latinsk inskrift som kan tolkas till svenska som: Jungfru Maria, Guds moder, S. Erik Konung [bedjen för oss?] Denna inskrift, liksom kyrkans träskulptur, vittnar om ett intresse för S:t Erikskult.[2]

### Orgel
Den nuvarande orgeln byggdes 1926 av Nordfors & Co, Lidköping och är en pneumatisk orgel. Fasaden är ritad av arkitekt Hj Tessing. Orgeln har fria och fasta kombinationer och registersvällare. Det finns en svällare för hela orgeln.
| Manual I     | Manual II          | Pedal         | Koppel   |
| Borduna 16´  | Basetthorn 8´      | Subbas 16´    | I/P      |
| Principal 8´ | Salicional 8'      | Violoncell 8' | II/P     |
| Rörflöjt 8'  | Voix Celeste 8'    |               | II/I     |
| Gamba 8'     | Flöjt Oktaviant 4' |               | I 4'/I   |
| Dolce 8'     | Violin 4'          |               | II 4'/II |
| Oktava 4'    |                    |               |          |
| Trumpet 8'   |                    |               |          |

## Veurðs runsten (Vg 73)
I östra vapenhusväggen på gamla kyrkan fanns en thegnsten inmurad i väggen. Denna togs till vara när den gamla kyrkan revs och placerades i den nya kyrkan. År 1937 flyttades runstenen ut från kyrkan i samband med en renovering och restes intill västra kyrkogårdsmuren. Inskriptionen lyder:
| ”                                 | Kar och Kale reste denna sten efter Veurð, sin fader, en mycket god tägn | „ |
| – Västergötlands runinskrifter 73 |                                                                          |   |